# Euprosopia platystomoides
Euprosopia platystomoides är en tvåvingeart som beskrevs av Friedrich Georg Hendel 1914. Euprosopia platystomoides ingår i släktet Euprosopia och familjen bredmunsflugor.
Artens utbredningsområde är Sri Lanka. Inga underarter finns listade i Catalogue of Life.